# Turn Up
Turn Up è il nono EP del gruppo musicale sudcoreano Got7, pubblicato il 15 novembre 2017 in Giappone.
È il primo disco giapponese a vedere l'assenza di Jackson dopo l'annuncio dell'interruzione delle sue attività in Giappone per problemi di salute.

## Descrizione
Dopo aver pubblicato il video musicale del brano omonimo Turn Up il 30 ottobre 2017, il disco esce il successivo 15 novembre 2017 in edizione standard e quattro edizioni speciali che vedono la quinta traccia lasciare posto a un altro brano. Nell'edizione speciale A la strumentale di Turn Up viene sostituita da un remix; le edizioni B, C e D contengono invece un duetto inedito tra i membri (Why per Mark e JB, In This Chest per Jinyoung e Youngjae, 97 Young & Rich per BamBam e Yugyeom). L'edizione speciale A è inoltre corredata da un DVD con i due video musicali di Turn Up e il dietro le quinte della registrazione del brano e di tutti i duetti.
Il brano omonimo Turn Up è scritto, composto e prodotto da JB e contiene il messaggio "Viviamo come noi stessi". È di stampo EDM e richiama l'hip hop americano. Lion Boy è giovanile e potente, mentre Flash Up parla di una persona cara. Why è stata descritta come "ombrosa" e "sexy", e In This Chest è un brano triste e tranquillo per l'autunno e l'inverno.

## Tracce
Edizione standard
1. Turn Up – 3:21
2. Dessert – 3:26
3. Lion Boy – 3:11
4. Flash Up – 4:52
5. Turn Up (Instrumental) – 3:21

Edizione speciale A (CD+DVD)
1. Turn Up (Remix) – 3:38

Edizione speciale B
1. Mark, JB – Why – 3:47

Edizione speciale C
1. Jinyoung, Youngjae – In This Chest (この胸に?, Kono mune ni) – 3:51

Edizione speciale D
1. BamBam, Yugyeom – 97 Young & Rich – 2:56

## Formazione
- Mark – rap
- JB (Defsoul) – voce
- Jinyoung – voce
- Youngjae (Ars) – voce
- BamBam – rap
- Yugyeom – voce

## Classifiche
| Classifica (2017) | Posizione massima |
| ----------------- | ----------------- |
| Giappone          | 3                 |